# Joel-Peter Witkin

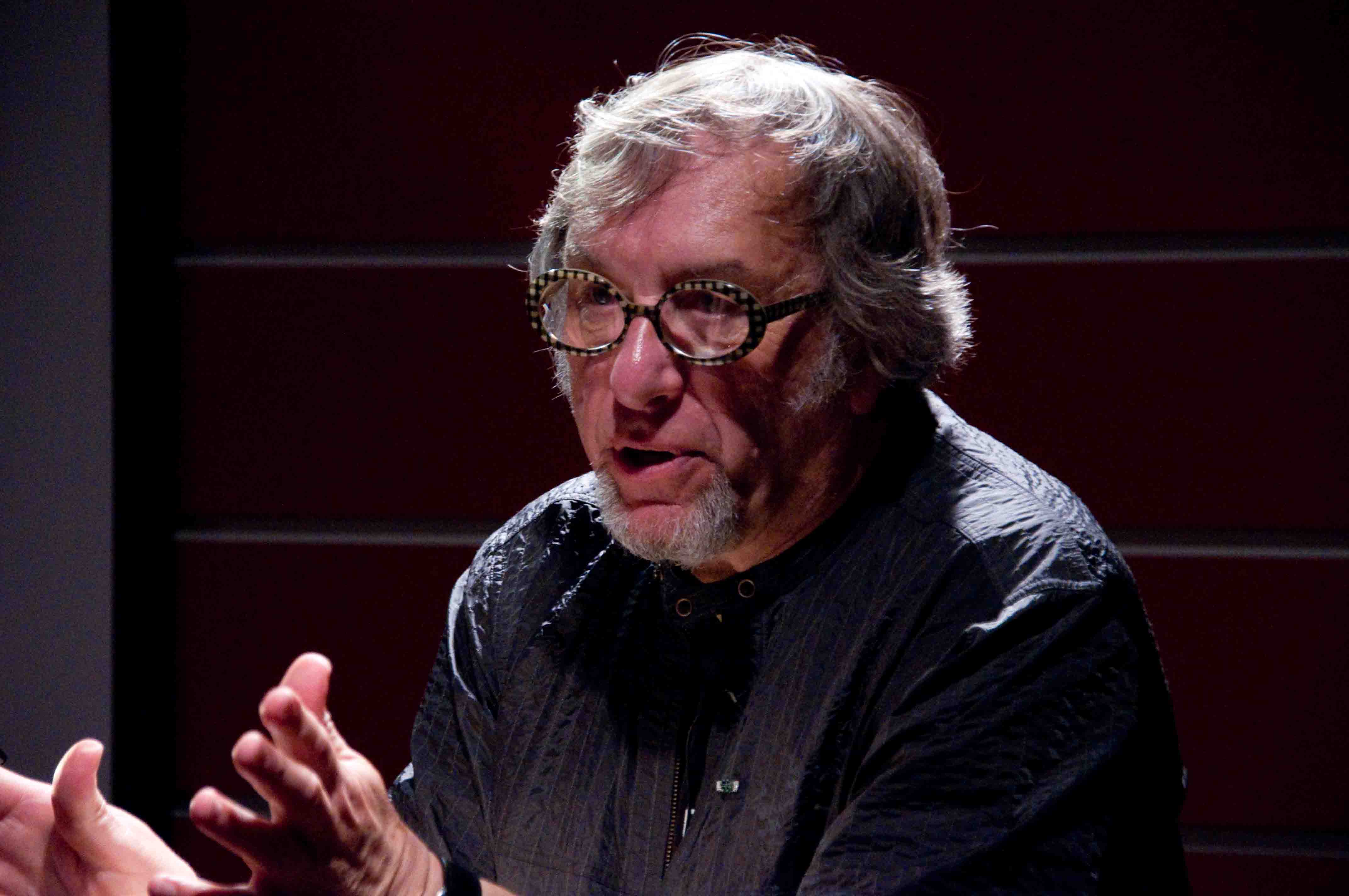
Joel-Peter Witkin

Joel-Peter Witkin (* 13. September 1939 in Brooklyn, New York City) ist ein US-amerikanischer Fotograf.

## Leben
Witkin, geboren 1939 in Brooklyn, wuchs als Sohn eines jüdischen Vaters und einer Mutter römisch-katholischen Glaubens auf; seine Eltern ließen sich jedoch früh scheiden, da sie ihre religiösen Unterschiede nicht überwinden konnten. Er besuchte die Mittelschule an der Saint Cecelia in Brooklyn und ging später an die Grover Cleveland High School. Er arbeitete von 1961 bis 1964 als Kriegsfotograf im Vietnamkrieg. 1967 entschloss er sich, als freiberuflicher Fotograf zu arbeiten und war offizieller Fotograf der Firma „City Walls Inc.“. Später besuchte er die „Cooper Union“ in Brooklyn, wo er Bildhauerei studierte und 1974 mit dem Bachelor of Fine Arts abschloss. Im selben Jahr gewährte ihm die Columbia-Universität ein Stipendium. Im Jahre 1975 nahm Witkin das Studium der Kunst und der Kunstgeschichte an der New-Mexico-Universität in Albuquerque auf. Er beendete seine Studien 1981 mit dem Master of Fine Arts.
Witkins Werke beschäftigen sich oft mit dem Tod, Leichen (oder Teilen davon) und verschiedenen, äußerlich außergewöhnlichen Menschen wie Minderwüchsigen, Transmenschen, Hermaphroditen und körperlich deformierten Personen. Seine komplexen Tableaux vivants zeigen oftmals religiöse Szenen oder stellen (berühmte) klassische Bilder nach. Aufgrund der transgressiven Natur seiner Werke wurde ihm oftmals Ausbeutung seiner Modelle vorgeworfen.
Er gibt an, dass seine Vorstellungen und Bildvisionen von einem Ereignis in seiner Kindheit angeregt wurden. Ein Autounfall, bei dem ein Mädchen enthauptet wurde, geschah direkt vor seinem Elternhaus. Weiterhin hätten ihn die religiösen Spannungen seiner Eltern geprägt und stellten ebenfalls einen Einfluss auf seine Werke dar.
Als Lieblingskünstler nennt er Giotto di Bondone. Witkins Werk ist jedoch deutlich vom Surrealismus, insbesondere von Max Ernst, geprägt. Seine fotografischen Techniken basieren auf denen der frühen Daguerreotypie und den Werken von E. J. Bellocq.
Witkin benutzt eine intuitive Technik bei der Herstellung des Bildes, er bearbeitet das Negativ direkt mit Kratzern oder bleicht oder tönt das Bild nachträglich. Diese Experimente verwendete Witkin, nachdem er auf eine Ambrotypie aus dem 19. Jahrhundert gestoßen war, die eine Frau zeigt, deren Geliebter aus dem Bild herausgekratzt war.